# O Labirinto do Fauno
El laberinto del fauno (prt/bra O Labirinto do Fauno) é um filme hispano-méxico-estadunidense de 2006, dos gêneros fantasia sombria, suspense, drama e aventura, dirigido, escrito e produzido por Guillermo del Toro.

## Enredo
Ophelia é a reencarnação de uma princesa que fugiu do submundo, onde predomina a magia e os seres fabulosos.
No plano terreno ela e sua mãe, que está prestes dar à luz, estão viajando para um acampamento militar, onde Ophelia irá conhecer o seu novo padrasto, o temido capitão Vidal; Este é um excelente soldado, comanda com mão de ferro seus subordinados, e suas características mais notáveis são o sadismo e o preconceito.
No decorrer da trama Ophelia encontra vários seres fabulosos, e um deles é o fauno, e ele revela a ela que sua missão é ajudá-la a retornar para o verdadeiro lar, o submundo.
Mas para isso a garotinha terá que realizar três tarefas secretamente, ainda ela conta com alguns objetos mágicos e fadas dadas pelo fauno, entre eles um livro mágico capaz de contar a história de tudo que existe, mesmo sendo o passado ou até mesmo o futuro.
Após várias desventuras e aparições de criaturas monstruosas, Ophelia realiza as duas primeiras tarefas e paralelamente o conflito entre os militares e os rebeldes republicanos, torna-se cada vez mais intenso, e com perdas significativas por parte dos republicanos. Com a morte da mãe, Ophelia resgata o seu irmão de Vidal, mas ele inicia uma caçada para recuperar o filho.
A fantástica magia do labirinto ajuda-a a escapar, e a leva de encontro com o fauno. E ele mostra a terceira e ultima tarefa, sendo um teste de sacrifício, onde ela deveria escolher entre a vida de seu irmão ou sua única oportunidade de regressar a seu legítimo lar.

## Elenco

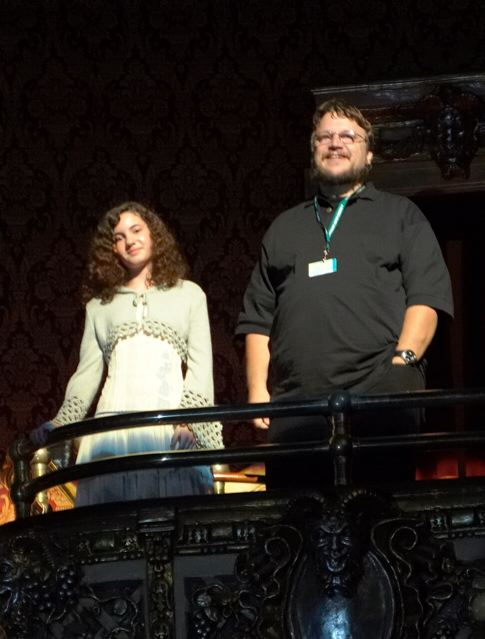
Ivana Baquero (Ofelia) e o realizador Guillermo del Toro na estreia do filme.

- Ivana Baquero como Ofelia, uma garota que acredita ser a reencarnação de uma princesa do submundo. Del Toro disse que estava nervoso em relação à escolha do papel principal, e que achar uma atriz espanhola de dez anos foi puramente acidental (o filme foi gravado entre junho e outubro de 2006, quando ela já tinha onze anos). "A personagem que eu escrevi era inicialmente mais jovem, em torno de oito ou nove anos, e Ivana entrou e era um pouco mais velha que a personagem, com seu cabelo encaracolado que eu nunca imaginei que a garota teria. Mas eu amei sua primeira leitura, minha mulher estava chorando e a mulher controlando a câmera também estava chorando e eu sabia que Ivana era a melhor atriz que havia aparecido, mas eu sabia que teria de alterar o roteiro para acomodar sua idade."[5] Baquero disse que o diretor enviou várias revistas e contos de fada para ajudá-la a "entrar mais na atmosfera de Ofelia e mais no que ela sentia." Ela disse pensar que o filme era "maravilhoso" e que "ao mesmo tempo ele pode trazer-lhe dor, tristeza, medo e felicidade."[6]
- Doug Jones como Fauno/Homem Pálido. Como o Fauno, Jones guia Ofelia para o mundo de fantasia. Como o Homem Pálido, ele interpreta um grotesco monstro que devora crianças. O ator havia trabalhado com del Toro em Mimic e Hellboy, dizendo que o diretor enviou-lhe um e-mail que dizia: "Você tem de estar nesse filme. Ninguém mais pode interpretar esse personagem se não você." Jones respondeu entusiasticamente uma versão em inglês do roteiro, mas depois descobriu que o filme era em espanhol, língua que ele não falava. Disse que estava "aterrorizado" e que del Toro sugeriu aprender o roteiro foneticamente, o que Jones rejeitou, preferindo aprender as palavras por si mesmo. Ele disse: "Eu realmente, realmente me esforcei e me comprometi a aprender aquilo palavra por palavra e eu consegui a pronúncia quase correta antes de começar", utilizando as cinco horas por dia que ele levava colocando a fantasia e maquiagem para praticar as palavras.[7] Del Toro, posteriormente, decidiu dublar Jones com a voz de Pablo Adán, um "respeitado ator de teatro", mas os esforços de Doug continuaram úteis, pois o dublador era capaz de combinar sua fala com os movimentos da boca do ator.[8] A presença deste em dois papeis pretende sugerir que o Homem Pálido (junto com a rã) é ou uma criação do Fauno ou ele em outra forma.[9][10]
- Sergi López como Capitão Vidal, o padrasto de Ofelia e um oficial falangista. Del Toro encontrou López em Barcelona, um ano e meio antes das filmagens terem início, para perguntá-lo se gostaria de atuar como Vidal. Em partes da Espanha, o ator era considerado um ator melodramático ou de comédia, com produtores que viviam em Madrid dizendo a del Toro: "Você devia ser bem cuidadoso porque você não sabe sobre essas coisas pois é mexicano, mas esse cara não irá entregar a performance." O diretor respondeu: "Bem, não é que eu não saiba, é que eu não ligo."[11] De sua personagem. López disse: "Ele é a personagem mais diabólica que eu já interpretei na minha carreira. É impossível de melhorá-lo; a personagem é tão sólida e bem escrita. Vidal é descontrolado, um psicopata difícil de defender. Mesmo que a personalidade de seu pai tenha marcado sua existência, e certamente é uma das razões para sua desordem mental, isso não pode ser uma desculpa. Pareceria ser muito cínico usar aquilo para justificar ou explicar seus atos cruéis e covardes. Eu acho bom que o filme não considere nenhuma justificativa do fascismo."
- Maribel Verdú como Mercedes, caseira de Vidal. Guilhermo del Toro escolheu a atriz para interpretar a revolucionária com compaixão porque ele viu "uma tristeza nela que ele pensou ser perfeito para o papel."[11]
- Ariadna Gil como Carmen, mãe de Ofelia e esposa de Vidal.
- Álex Angulo como o Médico Ferrero, a serviço de Vidal, embora seja contra Franco.
- Roger Casamajor como Pedro, irmão de Mercedes e um dos rebeldes.
- César Vea como Serrano, um dos tenentes de Vidal.
- Manolo Solo como Garcés, um dos tenentes de Vidal.
- Federico Luppi como Casares, pai de Ofelia.
- Pablo Ádan como Narrador/voz do Fauno

## Prêmios e indicações
| Prêmio                                   | Categoria                                                            | Recipiente                                                                              | Resultado                   |
| ---------------------------------------- | -------------------------------------------------------------------- | --------------------------------------------------------------------------------------- | --------------------------- |
| Oscar 2007                               | Melhor filme em língua não inglesa                                   | Guillermo Del Toro                                                                      | Indicado                    |
| Oscar 2007                               | Melhor roteiro original                                              | Guillermo Del Toro                                                                      | Indicado                    |
| Oscar 2007                               | Melhor fotografia                                                    | Guillermo Navarro                                                                       | Venceu                      |
| Oscar 2007                               | Melhor direção de arte                                               | Eugenio Caballero, Pilar Revuelta                                                       | Venceu                      |
| Oscar 2007                               | Melhor maquiagem                                                     | David Martí, Montse Ribé                                                                | Venceu                      |
| Oscar 2007                               | Melhor trilha sonora                                                 | Javier Navarrete                                                                        | Indicado                    |
| British Academy Film Awards              | Melhor Filme em Língua Não Inglesa                                   | Guillermo Del Toro                                                                      | Venceu                      |
| British Academy Film Awards              | Melhor roteiro original                                              | Guillermo Del Toro                                                                      | Indicado                    |
| British Academy Film Awards              | Melhor cinematografia                                                | Guillermo Navarro                                                                       | Indicado                    |
| British Academy Film Awards              | Melhor direção de arte                                               | Eugenio Caballero e Pilar Revuelta                                                      | Indicado                    |
| British Academy Film Awards              | Melhor figurino                                                      | Lala Huete                                                                              | Venceu                      |
| British Academy Film Awards              | Melhor som                                                           | Martin Hernández, Jaime Baksht e Miguel Ángel Polo                                      | Indicado                    |
| British Academy Film Awards              | Melhor maquiagem                                                     | David Martí e Montse Ribé                                                               | Venceu                      |
| British Academy Film Awards              | Melhores efeitos visuais                                             | Edward Irastorza, Everett Burrell, David Martí e Montse Ribé                            | Indicado                    |
| Globo de Ouro 2007                       | Melhor Filme em Língua Estrangeira                                   | Guillermo Del Toro                                                                      | Indicado                    |
| Prêmios Goya                             | Melhor filme                                                         |                                                                                         | Indicado[carece de fontes?] |
| Prêmios Goya                             | Melhor realizador                                                    | Guillermo Del Toro                                                                      | Indicado[carece de fontes?] |
| Prêmios Goya                             | Melhor ator                                                          | Sergi López                                                                             | Indicado[carece de fontes?] |
| Prêmios Goya                             | Melhor atriz                                                         | Maribel Verdú                                                                           | Indicado[carece de fontes?] |
| Prêmios Goya                             | Melhor atriz revelação                                               | Ivana Baquero                                                                           | Venceu[carece de fontes?]   |
| Prêmios Goya                             | Melhor roteiro original                                              | Guillermo Del Toro                                                                      | Indicado[carece de fontes?] |
| Prêmios Goya                             | Melhor fotografia                                                    | Guillermo Navarro                                                                       | Indicado[carece de fontes?] |
| Prêmios Goya                             | Melhor direção de arte                                               | Eugenio Caballero                                                                       | Indicado[carece de fontes?] |
| Prêmios Goya                             | Melhor maquiagem e penteado                                          | José Quetglas e Blanca Sánchez                                                          | Venceu[carece de fontes?]   |
| Prêmios Goya                             | Melhor edição                                                        | Bernat Villaplana                                                                       | Venceu[carece de fontes?]   |
| Prêmios Goya                             | Melhor som                                                           | Miguel Polo                                                                             | Venceu[carece de fontes?]   |
| Prêmios Goya                             | Melhor música                                                        | Javier Navarrete                                                                        | Indicado[carece de fontes?] |
| Prêmios Goya                             | Melhores efeitos especiais                                           | David Martí, Montse Ribé, Reyes Abades, Everett Burrell, Edward Irastorza e Emilio Ruiz | Venceu[carece de fontes?]   |
| Prêmio Ariel                             | Melhor diretor                                                       | Guillermo Del Toro                                                                      | Venceu[carece de fontes?]   |
| Prêmio Ariel                             | Melhor atriz                                                         | Maribel Verdú                                                                           | Venceu[carece de fontes?]   |
| Prêmio Ariel                             | Melhor ator coadjuvante                                              | Álex Angulo                                                                             | Indicado[carece de fontes?] |
| Prêmio Ariel                             | Melhor fotografia                                                    | Guillermo Navarro                                                                       | Venceu[carece de fontes?]   |
| Prêmio Ariel                             | Melhor direção de arte                                               | Eugenio Caballero                                                                       | Venceu[carece de fontes?]   |
| Prêmio Ariel                             | Melhor caracterização                                                | Lala Huete                                                                              | Venceu[carece de fontes?]   |
| Prêmio Ariel                             | Melhor maquiagem                                                     | José Quetglas e Blanca Sánchez                                                          | Venceu[carece de fontes?]   |
| Prêmio Ariel                             | Melhor edição                                                        | Bernat Villaplana                                                                       | Indicado[carece de fontes?] |
| Prêmio Ariel                             | Melhor som                                                           | Miguel Polo                                                                             | Indicado[carece de fontes?] |
| Prêmio Ariel                             | Melhor trilha original                                               | Javier Navarrete                                                                        | Indicado[carece de fontes?] |
| Prêmio Ariel                             | Melhores efeitos especiais                                           | David Martí, Montse Ribé, Reyes Abades, Everett Burrell, Edward Irastorza e Emilio Ruiz | Venceu[carece de fontes?]   |
| Fantasporto                              | Melhor filme                                                         |                                                                                         | Venceu[carece de fontes?]   |
| Spacey Awards                            | Prêmio Escolha Espacial para Melhor Filme                            |                                                                                         | Venceu                      |
| Constellation Awards                     | Melhor Filme de Ficção-científica, Filme de TV ou Mini-Série de 2006 |                                                                                         | Venceu                      |
| Belgian Film Critics Association         | Grand Prix                                                           |                                                                                         | Indicado[carece de fontes?] |
| Prêmio Hugo                              | Melhor Apresentação Dramática                                        |                                                                                         | Venceu                      |
| BBC Four World Cinema Awards             | BBC Four World Cinema Award                                          |                                                                                         | Venceu[carece de fontes?]   |
| Nebula Award                             | Melhor Roteiro                                                       | Guillermo Del Toro                                                                      | Venceu[carece de fontes?]   |
| Sociedade Nacional de Críticos de Cinema | Melhor filme                                                         |                                                                                         | Venceu[carece de fontes?]   |
| Sociedade Nacional de Críticos de Cinema | Melhor diretor                                                       | Guillermo Del Toro                                                                      | Indicado[carece de fontes?] |
| Sociedade Nacional de Críticos de Cinema | Melhor fotografia                                                    | Guillermo Navarro                                                                       | Indicado[carece de fontes?] |
| Saturn Awards                            | Melhor filme internacional                                           |                                                                                         | Venceu                      |
| Saturn Awards                            | Melhor Diretor                                                       | Guillermo Del Toro                                                                      | Indicado                    |
| Saturn Awards                            | Melhor roteiro                                                       | Guillermo Del Toro                                                                      | Indicado                    |
| Saturn Awards                            | Melhor ator coadjuvante em cinema                                    | Sergi López                                                                             | Indicado                    |
| Saturn Awards                            | Melhor atuação de um jovem ator                                      | Ivana Baquero                                                                           | Venceu                      |
| Saturn Awards                            | Melhor maquiagem                                                     | David Martí e Montse Ribé                                                               | Indicado                    |
| Independent Spirit Awards                | Melhor filme                                                         |                                                                                         | Indicado[carece de fontes?] |
| Independent Spirit Awards                | Melhor fotografia                                                    | Guillermo Navarro                                                                       | Venceu[carece de fontes?]   |
| Festival de Cannes 2006                  | Palma de Ouro (melhor filme)                                         |                                                                                         | Indicado                    |

## Prováveis influências
- O canibal inumano

É um ser que não teve influência dos mitos bárbaros como as fadas e o fauno. Talvez recebesse influência de histórias infantis como o conto de João e Maria, onde uma bruxa encantava as crianças com um suntuoso banquete, para então comê-las.
- O sapo de três olhos

Este teve influência de um sapo que realmente existe, porém traz os mitos da idade média, onde acreditavam que os objetos, bichos e pessoas eram encantados ou enfeitiçados.